# برونو دیبال
برونو دیبال (پرتغالی: Bruno Dybal؛ زادهٔ ۳ مارس ۱۹۹۴) بازیکن فوتبال اهل برزیل است.
از باشگاه‌هایی که در آن بازی کرده‌است می‌توان به باشگاه فوتبال فیگورنسه و پالمیراس اشاره کرد.
وی همچنین در تیم ملی فوتبال زیر 20 سال برزیل بازی کرده‌است.